# Okręg rasiński
Okręg rasiński (serb. Rasinski okrug / Расински округ) – okręg w centralnej Serbii, w regionie Serbia Centralna.

## Podział administracyjny
Okręg dzieli się na następujące jednostki:
- miasto Kruševac
- gmina Aleksandrovac
- gmina Brus
- gmina Ćićevac
- gmina Varvarin
- gmina Trstenik

## Demografia
- Serbowie – 252 925 (97,49%)
- Romowie – 2 272 (1,07%)
- inni – 3 736 (1,44%)